# Maurine Ricour
Maurine Ricour (27 september 1991) is een Belgische duatlete en atlete.

## Levensloop
In 2019 behaalde ze zilver op het BK duatlon.
In 2022 behaalde ze goud op de Wereldspelen in het Amerikaanse Birmingham. Tevens behaalde ze er met Arnaud Dely zilver in de 'mixed team relay'. Samen met Arnaud Dely werd ze dat jaar ook wereldkampioene 'mixed team relay' in het Roemeense Târgu Mureș en behaalde ze op het Europees kampioenschap in het Spaanse Bilbao brons op de sprintafstand.
Eveneens in 2022 won ze de Grand Prix van Avallon, die fungeert als de vijfde manche van de Grand Prix de duathlon. Eerder behaalde ze een tweede plek in de GP Mont-Saint-Aignan (4e manche), een vierde plek in de GP Saint-Avertin (2e manche) en een vijfde plek in de GP Parthenay (1e manche). In 2003 behaalde ze zilver op het EK in het Italiaanse Caorle en samen met Dely brons in de gemengde aflossing op het WK in het Spaanse Ibiza.
Ricour is ook actief in de atletiek, alwaar ze is aangesloten bij AC Geraardsbergen. In 2021 behaalde ze een bronzen medaille op het  Belgisch kampioenschap 10 km in Lokeren. Een jaar eerder werd ze er 4e. In 2019 behaalde ze zilver op het BK marathon te Eindhoven.
Ten slotte is de Beverse ook actief in het wegwielrennen. In het seizoen 2021-'22 was ze aangesloten bij Belco-Van Eyck Cycling Team. Dat seizoen nam ze onder meer deel aan het Belgisch kampioenschap tijdrijden, alwaar ze 28e eindigde.
Van beroep is Ricour actief als logopediste en audiologe.

## Palmares

### Duatlon

#### Individueel
- 2022:  Wereldspelen in Birmingham (VS)

#### Gemengde aflossing
- 2022:  Wereldspelen in Birmingham (VS)
- 2022:  WK in Târgu Mureș
- 2022:  EK sprint in Bilbao

### Atletiek

#### 10 km
- 2021:  BK in Lokeren - 34.36

#### marathon
- 2019:  BK in Eindhoven - 2:43.03
- 2023:  BK / 4e Marathon van Eindhoven - 2:33.07